# ایگاوره (شهرستان هاریو)
ایگاوره (به لاتین: Igavere) یک منطقهٔ مسکونی در استونی است که در دهستان راسیکو واقع شده‌است.